# Mabesekwa
Mabesekwa è un villaggio del Botswana situato nel distretto Centrale, sottodistretto di Tutume. Il villaggio, secondo il censimento del 2011, conta 1.528 abitanti.

## Località
Nel territorio del villaggio sono presenti le seguenti 34 località:
- Bolelakgomo di 8 abitanti,
- Bonwakgama di 9 abitanti,
- Bonwanotshe di 82 abitanti,
- Bonwaphofu di 3 abitanti,
- Bonwatholo di 12 abitanti,
- Bonwatshepe di 8 abitanti,
- C.Jeppee di 11 abitanti,
- Chenkane di 28 abitanti,
- Dihudi di 24 abitanti,
- Dzalela di 3 abitanti,
- Jwaagore di 8 abitanti,
- Jwaagoree/ Tholotsane Vet Ga di 8 abitanti,
- Katsejenaa di 15 abitanti,
- Kenkgang di 37 abitanti,
- Khurutshaa di 4 abitanti,
- Lebethu di 27 abitanti,
- Lebu di 9 abitanti,
- Lebu di 14 abitanti,
- Lekoba di 250 abitanti,
- Lekopswe di 34 abitanti,
- Makweetane di 37 abitanti,
- Monaiwa di 15 abitanti,
- Mqhelekwane di 7 abitanti,
- Nakalaphofu di 24 abitanti,
- Nyonyobe di 71 abitanti,
- Patisamarago di 25 abitanti,
- Pretoria di 11 abitanti,
- Sankwana di 12 abitanti,
- Sekulwane di 12 abitanti,
- Shobojenaa,
- Sophia di 8 abitanti,
- Takutshe di 73 abitanti,
- Tshababatshi di 3 abitanti,
- Xhoojenaa Vet Gate di 3 abitanti